# Rio Bananal (vattendrag i Brasilien, Tocantins)
Rio Bananal är ett vattendrag i Brasilien.   Det ligger i delstaten Tocantins, i den centrala delen av landet, 800 km norr om huvudstaden Brasília.
Omgivningarna runt Rio Bananal är huvudsakligen savann. Runt Rio Bananal är det mycket glesbefolkat, med 2 invånare per kvadratkilometer.